# Patchwork
Patchwork er en gammel teknik, hvor man syr stofrester og slidt beklædning sammen til større stykker, f.eks. tæpper og duge. Stoflapperne klippes typisk i forskellige geometriske former som kvadrater, romber, trekanter og sekskanter inden de sys sammen i dekorative mønstre. Som regel afsluttes et patchworktæppe med at man quilter det.
Der findes mange forskellige typer af patchwork, men en af de mest karakteristiske typer er den man ser hos Amishfolket i USA. Historisk har man primært anvendt gamle stofrester, men patchwork er i dag blevet en kunstart, hvor man syr af nye stoffer.
Patchwork er meget populært i USA og Japan, men er også en populær form for håndarbejde i Danmark, hvor de 6.000 mest entausiastiske 'patchworkere' er aktive i Dansk Patchwork Forening, der blev dannet i 1986. Patchwork er stadigvæk i dag, en meget populær hobby for kreative ildsjæle.
Patchwork kan både syes i hånden og på symaskine. Hvis der syes i hånden bruges papskabeloner til at styre figurerne. De pilles dog ud inden bagside stoffet syes sammen med forsiden stoffet. Hvis der syes patchwork på symaskine er det vigtig at der skæres og syes nøjagtigt.
Det som er sjovt når man syr patchwork er også at få farverne sat rigtig sammen, så det giver det helt rigtige udtryk.
Kan ofte købe patchwork stoffer i serie som passer sammen af 5-10 stykker. Det er jo smart og giver et flot helhedstryk.
Til at skære sine patchwork stoffer bruges der en rulle kniv / rulleskærer, et underlag og en gennemsigtig lineal. På den måde får du altid et flot lige kant så du nemt kan sy dine stoffer sammen.
Der er mulighed for at sy tæpper med alle stofrester. Det kan give de flotteste slumretæpper med et helt særlig udtryk.
Der udkommer også nye danske patchwork bøger, enten om en bestemt teknik eller mønster til et bestem tæppe.
Quiltning er hvor forside og bagside stof sys sammen med noget mellemfoer. Så kan der quiltes igennem alle 3 lag, så ønskede figurer kan fremhæves.